# Raoul Dufy
Raoul Dufy (ur. 3 czerwca 1877 w Hawrze, zm. 23 marca 1953 w Forcalquier) – francuski malarz i grafik zaliczany do fowistów. 

## Życiorys
Studiował na École nationale supérieure des beaux-arts w Paryżu. W pierwszym okresie życia tworzył pod wpływem impresjonizmu. Po I wojnie światowej stworzył jednak własny styl dekoracyjny. Charakteryzuje się on afirmacją życia, zmysłowością, czystymi barwami, finezyjną kreską. Używał akwareli. Zajmował się grafiką, malarstwem ściennym i sztuką użytkową.

## Ważniejsze dzieła
- Kasyno w Nicei (1927)
- Zatoka aniołów (1927)
- Wyścigi (1930)
- Czerwona orkiestra (1942)
- Czerwony koncert (1948)